# Maria Pia Calzone
Maria Pia Calzone (Reino, 10 de octubre de 1967) es una actriz italiana, conocida por su interpretación de Immacolata "Imma" Savastano, en la afortunada serie de televisión Gomorra.
Calzone se graduó en el Centro Experimental de Cinematografía y obtuvo un grado de literatura en la Università degli Studi di Napoli "L'Orientale" en Nápoles.
Calzone granó el Premio Riccardo Cucciolla en 2006 por mejor actriz en el Festival di Vasto San Salvo y el Premio Ippocampo por mejor actriz en el Festival di Trieste Maremetraggio el mismo año.
En el papel de Carla Alessandrini, forma parte del reparto principal de la serie de televisión histórica Dime Quién Soy, protagonizada por Irene Escolar y Oriol Pla, estrenada en diciembre de 2020 en Moviestar+.
En 2023 protagoniza, junto al actor Antonio Folletto, la comedia romántica y social SottoCoperta, de la directora italiana Simona Cocozza, producida por FlickTales, Bronx Film, Tile Storytellers, Minerva Pictures Group.

## Filmografía seleccionada

### Televisión
- Era mio fratello (2007)
- Anita Garibaldi (2012)
- Gomorrah (2014)
- Sirene (2017)
- Dime Quién Soy (2020)

### Cine
- Equilibrium, de Kurt Wimmer (2002)
- Let's Talk, de Sergio Rubini (2015)
- Io che amo solo te, de Marco Ponti (2015)
- Naples in Veils, de Ferzan Özpetek (2017)
- Benedetta follia, de Carlo Verdone (2018)
- SottoCoperta, de Simona Cocozza (2023)